# Sœur Joséphine de Jérusalem
Pour les articles homonymes, voir Joséphine.
Sœur Joséphine de Jérusalem (nom en religion de Marie-Jeanne Rumèbe), surnommée sœur Camomille, née le 18 octobre 1850 à Milhas (Haute-Garonne, France), morte le 1er septembre 1927 à Jérusalem (Palestine mandataire), est une religieuse catholique française de la congrégation des Sœurs de Saint-Joseph-de-l'Apparition. Cette missionnaire en Terre sainte a fondé l'église Notre-Dame-de-l'Arche-d'Alliance, près de Jérusalem.

## Biographie
Marie-Jeanne Rumèbe nait le 18 octobre 1850 à Milhas, dans le département français de Haute-Garonne. Elle entre chez les Sœurs de Saint-Joseph-de-l'Apparition en novembre 1868. Son nom en religion est sœur Joséphine.
En 1901, la mère supérieure de sa congrégation se rend à Kiryat-Yéarim, près de Jérusalem en Palestine. Elle y visite les vestiges supposés du sanctuaire biblique de Kiryat Yéarim où l'Arche d'alliance a été conservée pendant 20 ans, avant d'être ramenée à Jérusalem par le roi David. Elle charge alors sœur Joséphine d'acquérir ce site pour y fonder l'église Notre-Dame-de-l'Arche-d'Alliance et un couvent pour la congrégation. L'église sera construite entre 1920 et 1924.
Sœur Joséphine demeure en Terre sainte jusqu'à sa mort le 1er septembre 1927 à Jérusalem.

## Hommages
En 2016, une plaque commémorative à la mémoire de la religieuse est posée sur la façade de sa maison familiale à Aspet, grande rue Augustus-Saint-Gaudens (43° 00′ 54,9″ N, 0° 48′ 09,1″ E).